# Pilidiophora
Pilidiophora is een klasse van snoerwormen.
Het bevat twee ordes:
- Hubrechtiiformes, onderverdeeld in 2 families
  - Hubrechtellidae (Chernyshev, 2003)
  - Hubrechtiidae (Bürger, 1892)
- Heteronemertea, onderverdeeld in 7 families en 7 geslachten
  - Cerebratulides (Stiasny-Wijnhoff, 1942)
  - Epithetosoma (Danielssen & Koren, 1880)
  - Gorgonorhynchidae
  - Hemicyclia (Ehrenberg, 1831)
  - Huilkalineus (Senz, 1993)
  - Lineidae
  - Mixolineidae
  - Oligodendrorhynchus (Fernández−Álvarez & Anadón, 2012)
  - Panorhynchidae
  - Paralineidae (Chernyshev, 1995, stat. emend. Chernyshev, 1999)
  - Polybrachiorhynchidae
  - Pseudobaseodiscus (Senz, 1993)
  - Riserius (Norenburg, 1993)
  - Valenciniidae (Hubrecht, 1879)